# Bogo Teplý
Bogo Teplý, slovenski slavist, zgodovinar, muzealec in prevajalec * 10. januar 1900, Velika Loka pri Trebnjem, † 13. julij 1979, Maribor. 

## Življenje
Rodil se je v družini železniškega postajnega načelnika Konrada, ki je bil češkega rodu. Osnovno šolo je obiskoval v Kranju, kjer je živel njegov stari oče, zadnja dva razreda je opravil v Novem mestu. Vpisal se je na študij slavistike in zgodovine. 1918–1919 je študiral na Filozofski fakulteti v Zagrebu, 1919–1922 pa v Ljubljani. Diplomiral je leta 1927, profesorski izpit pa je opravil 1930. Poučeval je na realki v Mariboru, kjer je opravljal delo predmetnega učitelja, ter na klasični gimnaziji, kjer je opravljal delo profesorja. Med letoma 1926 in 1928 bil pripravnik na gimnaziji v Murski Soboti, na ljubljanski gimnaziji pa je opravljal delo profesorja. Leta 1946 je prevzel dela ravnatelja mariborskega Pokrajinskega muzeja, v letih 1950–1963 je bil ravnatelj. Po upokojitvi je deloval 16 let kot honorarni sodelavec Univerzitetne knjižnice Maribor in ustvaril bogato dokumentacijo o dogajanju v Mariboru (katalog Marburger Zeitung), ki je vir zgodovinskih raziskav.

## Delo
Bil je mariborski delavski aktivist in v vodstvu Zveze delavskih kulturnih društev Svobod. Pisal je razprave in članke o socialni umetnosti ter kulturni in politični zgodovini slovenske Štajerske. Prevajal je strokovna in leposlovna dela. Delal je za razvoj mariborske galerijske dejavnosti ter za ustanovitev umetnostne galerije in spomeniškovarstvenega zavoda v Mariboru.
Bil je član organizacij:
- Društva muzealcev (Zveze muzejskih društev)
- odbora mednarodne komisije za muzeje pri UNESCU

Prejel je odlikovanja: 
- 1950 red dela III. stopnje
- 1966 red zaslug za narod s srebrnimi žarki
- 1978 red dela z rdečo zastavo
- 1971 Valvasorjevo nagrado za življenjsko delo
- 1980 (posmrtno) Trubarjevo plaketo za popularizacijo knjige med delavci
- po njem je poimenovana dvorana v Mariborskem hotelu Habakuk

### Literarna publicistika
Kot literarni publicist se je po prvi svetovni vojni posvečal proletarski književnosti. Za njene pobudnike pri Slovencih je štel Anotna Aškerca, Ivana Cankarja ter Otona Župančiča. V delavskem tisku je favoriziral proletarske pisatelje in pesnike, od tujih Jacka Londona, Ignazia Silona, Uptona Sinclaira, Ernsta Tollerja, zlasti pa ruske (Ilye Ehrenburga, Maksima Gorkega, Vyacheslava Ivanova, Alexandra Neverova), od jugoslovanskih pa Ivana Cankarja, Augusta Cesarca, Toneta Čufarja, Mileta Klopčiča, Franceta Kozarja, Bratka Krefta, Lovra Kuharja in druge. Obveščal je o ameriških, nemških, slovaških, ruskih in čeških literarnih novostih ter o socialni literaturi pri Slovencih. Zagovarjal je socialno likovno umetnost. Knjige je opremljal z reprodukcijami grafik Grosza, Kollwitzeve, Kosa, Liebermanna, Masareela, Sedeja. Predaval je v delavskih društvih, zaradi marksistične vsebine so predavanja včasih tudi prepovedali. Sodeloval je v časopisih Delavska politika in Svoboda ter urejal Koledar Cankarjeve družbe. Uporabljal je psevdonima Talpa in Sigma. Po letu 1945 se je osredotočil na zgodovino slovenske literature, podrobneje na obravnavo socialne funkcije književnega dela.

### Prevodi
- Oto Bauer, Vstaja avstrijskih delavcev: Njeni vzroki in posledice (1934)
- Max Beer, Splošna zgodovina socializma in socialnih bojev (1935)
- Arthur Koestler, Španski testament (1939)
- Liam O'Flaherty, Zver se je prebudila (1932)
- Ignazio Silone, Fontamara (1935)
- Ludwig Winder, Štefka ali kako je družina Suša premagala krizo (1937)